# Вулиця Черемхова (Львів)
Вулиця Черемхова — вулиця у Шевченківському районі міста Львова, у місцевості Клепарів. Пролягає від вулиці Варшавської до вулиці Плетенецького. Траса вулиці розділена на дві частини зведеним у 1980-х роках дев'ятиповерховим житловим будинком (вул. Масарика, 3): короткий початковий відтинок вулиці пролягає до вулиці Граничної, решта вулиці проходить від подвір'я будинку № 3 на вул. Масарика до вулиці Плетенецького.

## Історія
Виникла у першій третині XX століття як вулиця селища Клепарів, не пізніше 1931 року отримала офіційну назву Орлят, на честь львівських орлят. У 1934 році перейменована на Черехову, на честь знаменитих клепарівських черех. У 1993 році назву вулиці уточнили в сучасному варіанті — Черемхова.
Забудована одно- та двоповерховими будинками 1930-х років у стилі конструктивізму.